# Osso nasale
L'osso nasale è una sottile lamina quadrilatera ossea, pari e simmetrica, posta nella parte antero-superiore dello splancnocranio. Essa varia in dimensione e forma da individuo ad individuo, chiudendo in alto e in avanti le cavità nasali. Fa parte, insieme alle cartilagini alari maggiori, minori e accessorie, dell'impalcatura del naso esterno.
Si articola in alto con l'osso frontale, lateralmente con il mascellare e medialmente con il suo omologo controlaterale, tramite una sutura armonica. Si articola anche con la lamina perpendicolare dell'etmoide. Dalla loro unione si forma, in basso e in avanti sul piano mediano, la spina nasale antero-superiore.
Presenta due superfici e quattro margini. Il margine inferiore contribuisce a delimitare superiormente l'apertura piriforme del naso. Il margine mediale articola l'osso nasale controlaterale, la spina del frontale e la lamina perpendicolare dell'etmoide. Il margine laterale articola il processo frontale del mascellare. Il margine superiore articola il frontale.

## Aspetto
La superficie esterna si mostra convessa cranialmente e concava caudalmente. È coperta dai muscoli procero e compressore della narice e, nella sua porzione centrale, presenta un foro per il passaggio di una piccola vena.
La  superficie interna è concava medio-lateralmente, ed è attraversata dall'alto in basso da un solco per il passaggio di un ramo del nervo naso-ciliare.

## Articolazioni
L'osso nasale si articola con quattro ossa: due del neurocranio, il frontale e l'etmoide, e due dello splancnocranio, il nasale controlaterale e la mascella.

## Ossificazione
L'osso nasale si ossifica da un unico centro, che origina attorno al terzo mese di vita fetale nella membrana posta antero-superiormente alla capsula nasale cartilaginea.

## Ulteriori immagini

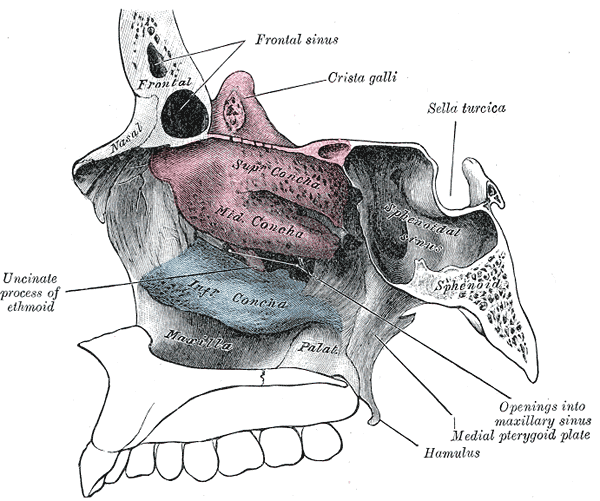
Parete laterale della cavità nasale. L'immagine mostra l'osso etmoide in situ.
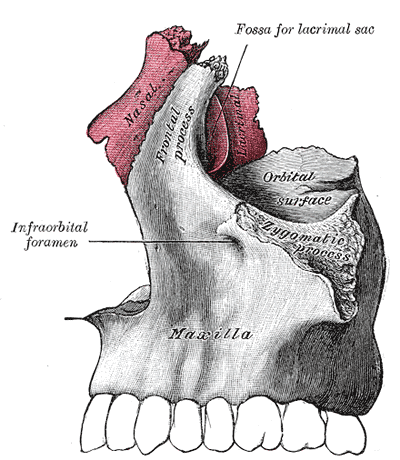
Articolazione delle ossa nasali e lacrimali con il mascellare.
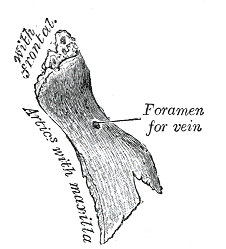
Osso nasale di destra. Superficie esterna.
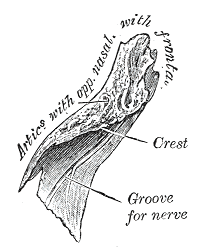
Osso nasale di destra. Superficie interna.
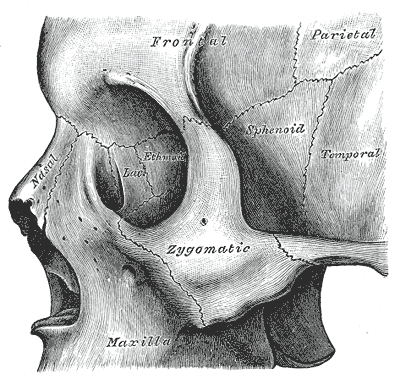
Particolare del cranio in vista laterale.
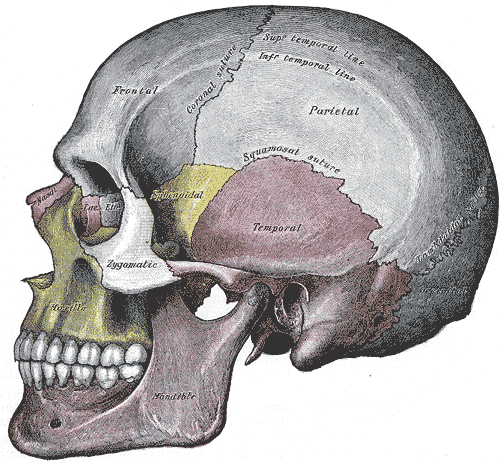
Vista laterale del cranio.
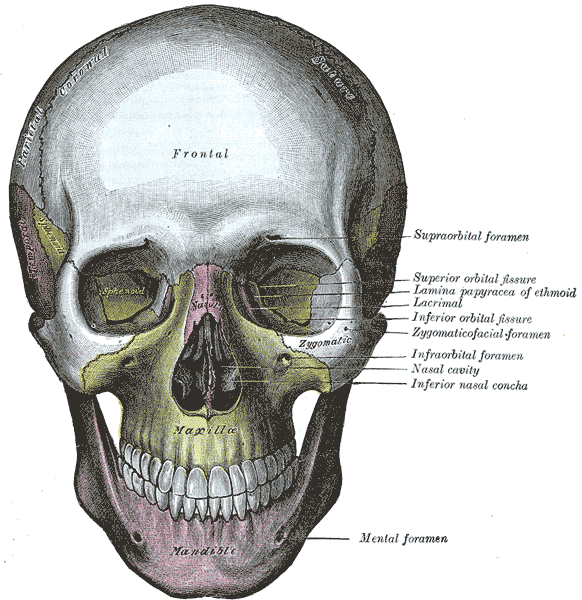
Vista frontale del cranio.
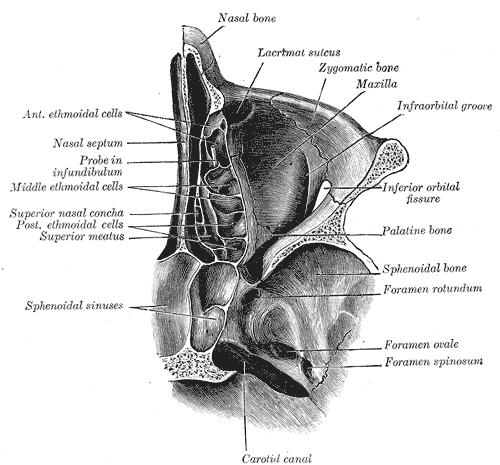
Sezione orizzontale delle cavità nasali e orbitarie.
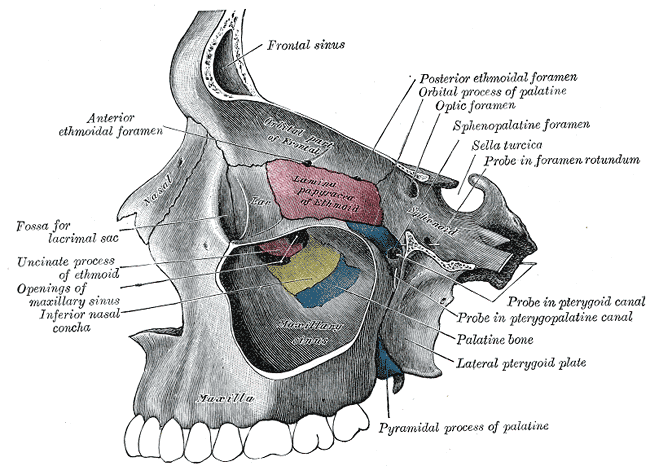
Parete mediale dell'orbita sinistra.
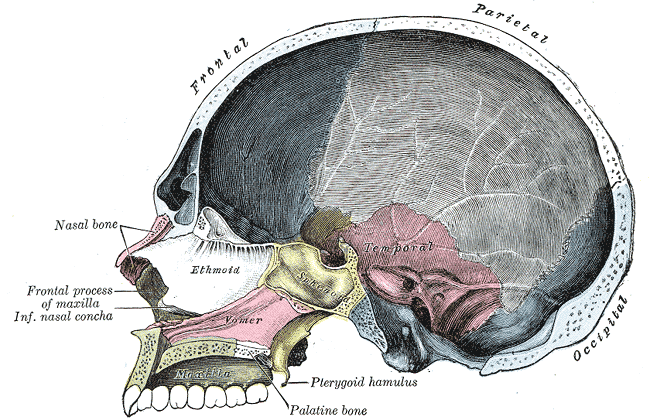
Sezione sagittale del cranio.
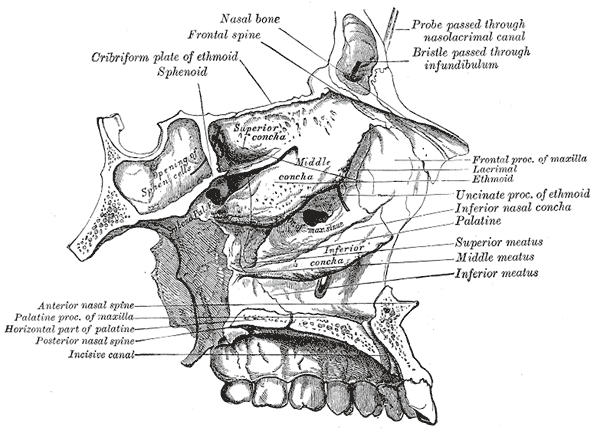
Tetto, pavimento e parete laterale della cavità nasale sinistra.

## Negli altri animali
Nei pesci ossei primitivi e nei tetrapodi, le ossa nasali sono il paio anteriore di un gruppo di quattro ossa che formano il tetto del cranio, seguite subito dalle frontali, dai parietali e dai postparietali. La loro forma nelle specie viventi è estremamente variabile, dipendendo dalla forma della testa, ma formano generalmente il tetto del muso o del becco, estendendosi dalle narici fino quasi alle orbite. Nella maggior parte degli animali, quindi, sono proporzionalmente più grandi che negli umani o nelle grandi scimmie, a causa della faccia appiattita di queste ultime. Le tartarughe, insolitamente, sono prive di ossa nasali, con le ossa prefrontali dell'orbita che raggiungono direttamente le narici.